# Xipotheca guthriei
Xipotheca guthriei là một loài thực vật có hoa trong họ Đậu. Loài này được (L.Bolus) A.L.Schutte & B.-E.va miêu tả khoa học đầu tiên.